# Тафономия
Тафоно́мия (от греч. τάφος — «могила, погребение», и νόμος — «закон») — раздел палеонтологии и археологии, изучающий закономерности процессов захоронения и образования местонахождений ископаемых остатков организмов.

## Описание
Тафономия изучает все стадии этого процесса: образование посмертных скоплений организмов (танатоценозы, некроценозы), перенос, захоронение (тафоценозы), окаменение (фоссилизацию), приводящее к образованию ориктоценозов.
Тафономия имеет значение для восстановления палеобиоценозов, а через них и экосистем (биоценозов) прошлого, условий обитания организмов и процессов осадконакопления в районе местонахождений ископаемых животных и ископаемых растений.
Данные тафономии важны для понимания причин неполноты геологической летописи.

## История

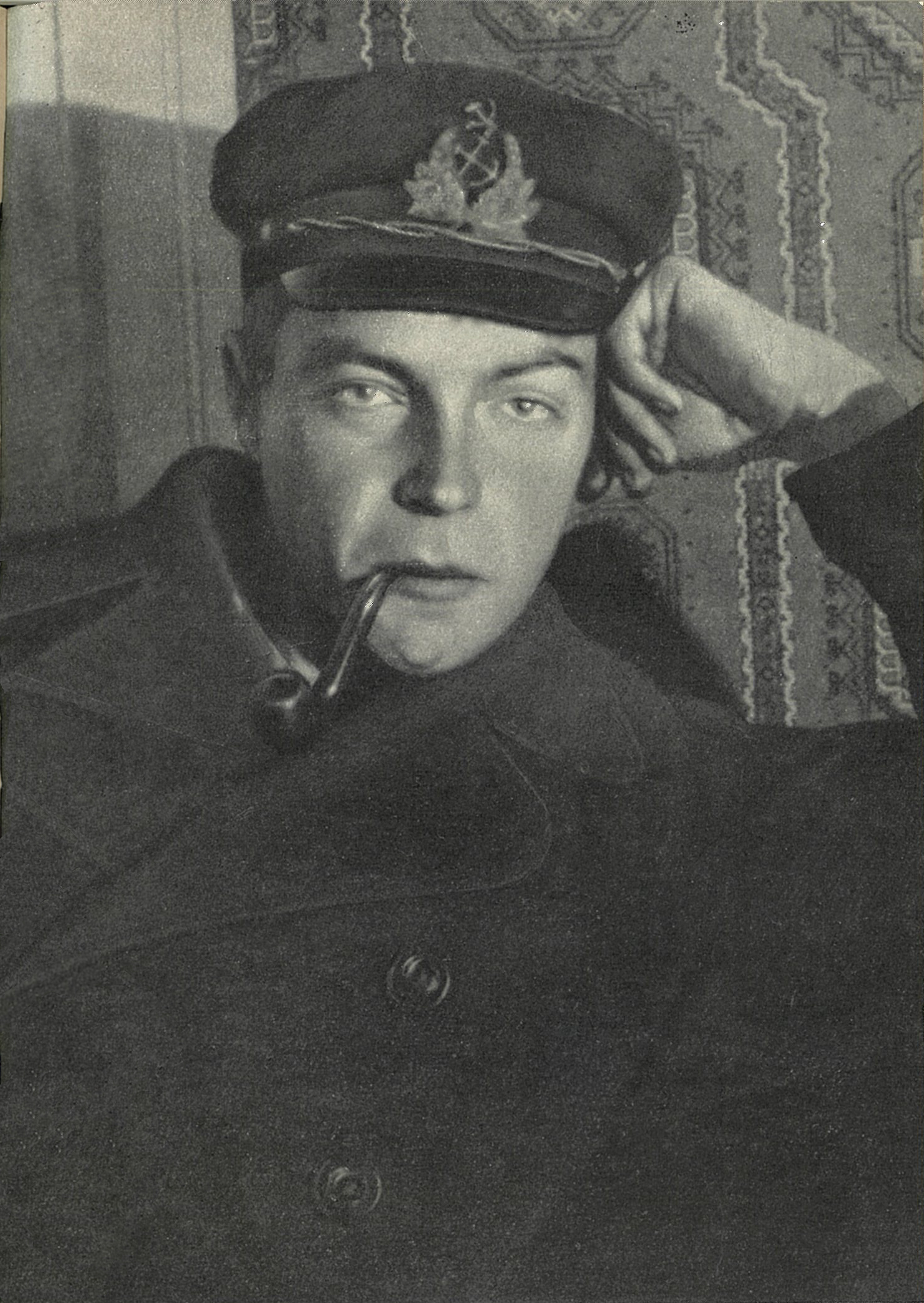
И. А. Ефремов — основатель тафономии (фото 1925 года)

Основные положения тафономии разработаны начиная с 1940 года в трудах И. А. Ефремова.
В 1950 году это направление в палеонтологии и геологии было признано в СССР, чему способствовали успехи Монгольской палеонтологической экспедиции АН СССР (1946—1949) под руководством Ю. А. Орлова и И. А. Ефремова.